# Tègula

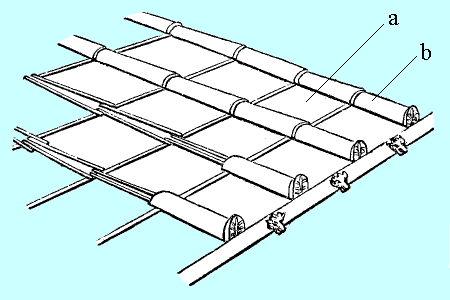
a) Tegula, b) Ímbrex

Tègula és una transcripció en català del substantiu llatí tegula («teula»), que es forma sobre una arrel teg- que expressa la idea de «cobrir». A aquest terme s'associa ímbrex, del lat. imbricem (cas acusatiu de imbrex), que al seu torn és un derivat de imbrem (acusatiu de imber), el significat del qual és «pluja». Amb ell es denomina un tipus de teula corba que apareix associat amb l'anterior.
Totes dues etimologies estan recollides per Isidor de Sevilla (Etimologies 19.10.15): «Tegulae vocatae quod tegant aedes, et imbrices quod accipiant imbres.» («Es diuen tègules perquè cobreixen els edificis i ímbrexs perquè contenen les pluges»).
Encara que cap dels dos termes no és en el diccionari de l'IEC, s'han recollit al Termcat, essent d'ús habitual en arquitectura i arqueologia per a designar les teules romanes.

## Forma i disposició de tègules i ímbrexs

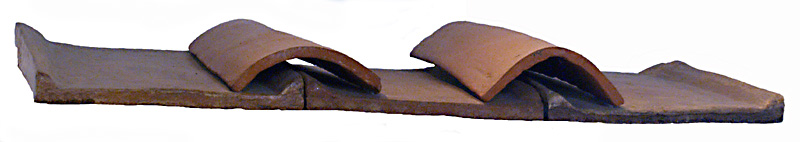
Disposició de tègules i ímbrexs.

Les tègules romanes solen ser de terracota, planes, rectangulars o trapezoidals, amb dues pestanyes o vorells al llarg dels costats majors. Dins d'aquestes característiques generals hi ha nombroses variants segons terrisseries o regions. Les pestanyes poden ser uns simples vorells laterals o tenir la forma que es reflecteix en les il·lustracions, és a dir un cordó en forma de quart de tronc de con. Existeixen entalladuras que permeten l'encaix d'una teula sobre una altra.
Les grandàries són molt variables, ja que no hi ha cap normalització. En general, oscil·len (a vegades amb desviacions importants) entorn dels dos peus romans en el costat major (aproximadament 60 cm) i un i mitjà (uns 45 cm) en el menor.
Les tègules més grans conegudes apareixen a Paestum (Itàlia), la Poseidonia dels fundadors grecs, en l'anomenat sacellum (en llatí «santuari petit»), construcció de caràcter funerari del segle IV a. C. Atenyen unes dimensions de 75 per 110,5 cm.

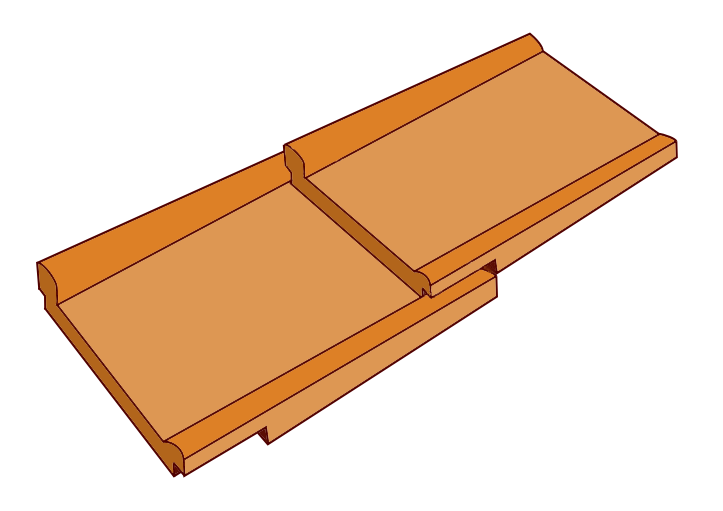
Escalonament de les tègules.

Les tègules recolzen sobre les bigues, a les quals es claven. A vegades presenten dues perforacions per a donar pas als claus. Es juxtaposen pels costats majors, de manera que cada biga sosté dues tègules. La part més gruixuda dels cordons es dirigeix aigües avall i se superposa a l'extrem contrari de la teula inferior. La entalladuras externes faciliten l'assemblatge. La unió dels cordons o pestanyes de totes dues teules es protegeix per un ímbrex, una teula semicilíndrica o semitroncocónica de diàmetre suficient per a albergar les juntes de les peces rectangulars. Observin-se les il·lustracions adjuntes que representen l'escalonament de les tégulas i la disposició dels ímbrexs.
Cada filera de tègules forma un canal que evacua les aigües de pluja fins a un canaló situat sota el ràfec, d'on cauen a l'exterior. En les edificacions importants ho fan a través de gàrgoles en forma de cap de lleó. Vitruvi (3.5.15) aconsella que en els costats dels temples se situïn aquests caps de lleó sobre el centre de cada columna i unes altres en els espais intermedis davant de cada filera de teules. Les que se situen sobre les columnes hauran d'estar perforades, de manera que donin sortida a les aigües de canal que recull les aigües llovedizas. Les altres hauran de ser massisses, doncs, en cas contrari, l'aigua que poguessin llançar mullaria als vianants que circulessin a través dels intercolumnios.
Se solien preferir (com, d'altra banda, ha ocorregut sempre) les tègules usades, perquè sobreviure durant anys a les inclemències del temps i a la calor del sol era credencial més que suficient de la bona qualitat de l'argila i la cocció.

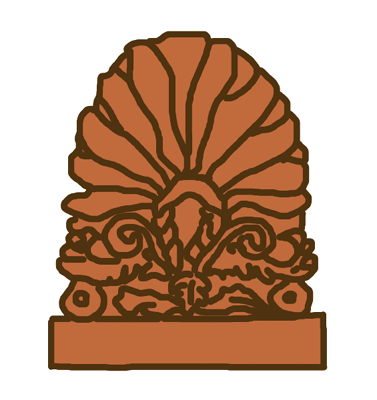
Antefixa amb decoració vegetal.

La part frontal de l'ímbrex que dona a l'exterior del ràfec pot estar coberta amb una placa decorada, generalment de ceràmica, que es diu antefixa (del llatí antefixum, «objecte subjecte davant»). Aquestes plaques reben variades decoracions: elements vegetals estilitzats i palmetas, caps de Medusa, màscares teatrals i qualsevol altre motiu que es pogués adaptar a la forma de la antefixa.
Consta l'existència de tègules de bronze en alguns temples de Roma. N'hi va haver en el Panteó fins que van ser retirades per l'emperador romà d'Orient Constant II l'any 655 per a reutilitzar el metall. Plini el Vell (33.57) testifica la presència de tègules de bronze daurat en el Capitoli.

## Orígens

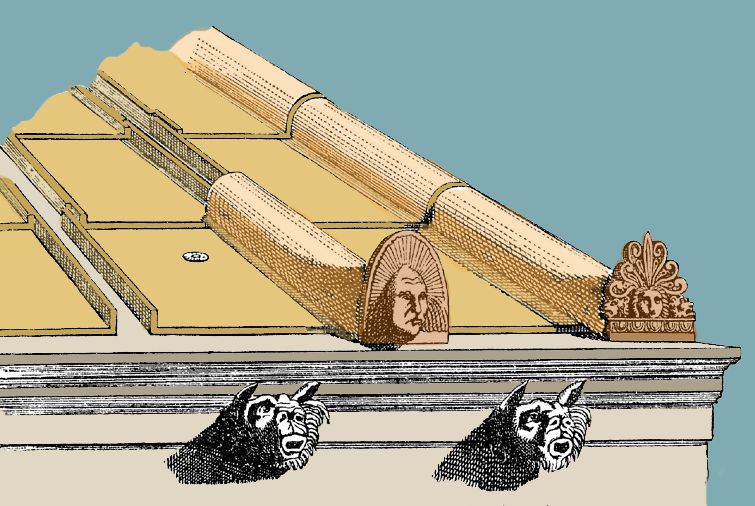
Assemblatge dels elements d'una teulada segons Daremberg-Saglio.

Els orígens d'aquests elements de cobertura són grecs. Els temples grecs es cobrien amb grans tègules de marbre, que els seus ímbrexs tenien forma dièdrica (ímbrexs corintis). Pausanies atribueix l'invent d'aquest mitjà de coberta a Bices de Naxos, que l'hauria introduït en 620 a. C. Les tègules pètries tenien l'avantatge de permetre superfícies molt majors que els materials ceràmics. L'economia del material ceràmic va fer que aquest s'imposés en les cobertes d'edificis domèstics o de menor monumentalitat. Als ímbrexs corintis es van afegir els laconis, semicilíndrics o semitroncocònics.
Una anècdota ocorreguda l'any 173 a. C. revela l'interès que van despertar entre els romans les tègules de marbre que cobrien els temples grecs. Conta Titus Livi (42.4) que el censor Cinquè Fulvio Flac volia edificar amb la màxima esplendor possible el temple a la Fortuna Eqüestre que havia promès quan intervenia en qualitat de pretor en les guerres celtiberes. El citat any Fulvi Flac va marxar a Brucio, en el sud d'Itàlia i va treure el sostre de la meitat del temple de Juno Lacinia que era a les proximitats de Crotona. Amb les tègules marmòries retirades pretenia ensostrar el seu temple de Roma. Es va produir un enorme enrenou que va acabar amb la intervenció del Senat, que va obligar el censor a retornar els materials robats i a desagreujar a la deessa per l'espoli.
L'arquitectura grega usava antefijas esculpides en pedra que representen motius o grups de certa complexitat. El primer ús de les de ceràmica és atribuït per Plini el Vell (35.57) al terrissaire Butades de Corint.
Aquests sistemes de cobertura van arribar a Roma probablement a través d'Etrúria.

## Exemplars especials
S'han conservat en diferents jaciments arqueològics tègules amb perforacions que permeten el pas d'un tub que podria haver servit per a l'evacuació de fums en cuines o altres dependències on es fes foc. També n'existeixen d'altres dotades en la seva zona central de llanternes de forma aproximadament semiesfèrica, amb obertures, que tenien funcions de ventilació.
Es coneixen també exemplars retallats obliquament per a adaptar-los a les arestes de les teulades a quatre aigües que aboquen cap a l'interior dels atris de les cases.

## Usos especials de les tègules i ímbrexs

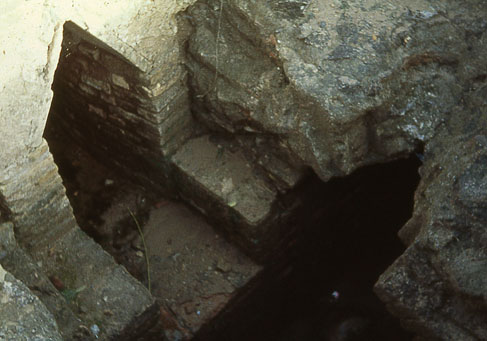
Intersecció de clavegueres en Itàlica.

Les tègules, per la seva gran superfície i la bona rigidesa que els proporcionen els cordons laterals, són un material de construcció versàtil, a l'una que barat, per la qual cosa al llarg de la història s'han aplicat a infinitat d'usos. Els més freqüents són:
- Falses voltes constituïdes per un diedre en el qual cada cara està formada per una tègules o una successió d'aquestes. Sobre les tègules s'acumulen altres materials: terra o formigó. Aquesta solució s'aplica al cobriment de tombes d'inhumació i a la construcció de clavegueres la llum de les quals no és massa ampla. Pot veure's un exemple en la imatge que representa una intersecció de clavegueres en Itàlica.
- Falses voltes o cels rasos amb armadures metàl·liques (Vitruvi 5.10.3). Les tègules es disposarien sobre bandes metàl·liques rectes o corbades per a formar l'esquelet d'una falsa volta de canó. Per la part superior es travaven amb argila pastada amb crinera, mentre que la inferior rebria un primer arrebossat amb morter de calç i ceràmica triturada, sobre el qual després s'aplicava estuc o un arrebossat fi d'acabat.
- S'usen tègules per a confeccionar paviments que resisteixin bé la humitat. Poden usar-se com a lloses, cara a l'exterior o sota el sòl visible, com a tractament impermeabilizador. En una de les il·lustracions es mostra un exemple del primer dels usos en Medina Sidonia. La segona ocupació és descrit per Vitruvi (7.1.7), segons el qual, sobre els primers materials gruixos de farciment s'han de disposar tègules juxtaposades, les juntes del qual estiguin segellades amb calç apagada amb oli. Sobre la superfície resultant, s'instal·la la soldria que ha de quedar visible.

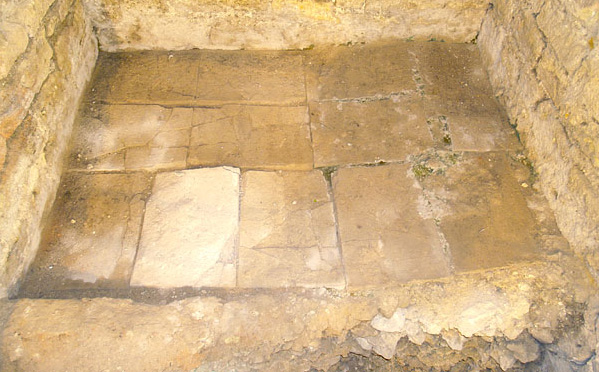
Paviment de tègules a Medina Sidonia (Cadis).

- Vitruvi (5.10.2) prescriu l'ús de tègules en la construcció de les cambres subterrànies que s'usen en les termes per a la calefacció (hypocaustum). El sòl se suspèn sobre petits pilars de maó col·locats a la distància adequada perquè hi puguin recolzar les tègules que formaran la base del sòl de l'estada.
- Cobertes de canals en els aqüeductes. També hi ha algun exemple d'ús de tègules per a impermeabilitzar l'interior d'un canal, si bé aquesta pràctica va haver de ser ocasional i porbablemente tardana.

## La tègula com a mesura aproximada de superfície
El nombre de tègules que comportava la coberta d'un edifici s'usava, més que com a mesura, com a índex aproximat de les seves dimensions. Aquest sistema d'estimació s'usava en les normes que ordenaven l'urbanisme de les ciutats romanes. Així, per exemple, en el capítol 76 de la Lex coloniae Genetivae Iuliae, l'antiga Urso, Osuna (Sevilla), s'establia el següent: «Que ningú tingui en el recinte de la colònia Julia terrisseries d'una superfície superior a tres-centes teules.»

## Entomologia
En entomologia la tègula és una petita placa o esclerito en la base de l'ala anterior d'alguns insectes com Orthoptera (llagostes), Lepidoptera (papallones), Hymenoptera (vespes, formigues), Diptera (mosques) i Auchenorrhyncha. Té la funció de regular el moviment de les ales durant el vol.